# Bow (Washington)
Bow je nezačleněná obec v okrese Skagit v americkém státě Washington, kde patří pod metropolitní oblast Mount Vernon-Anacortes. Dalšími nedalekými obcemi jsou Bay View, Edison a Burlington. Obec se nachází na břehu Samišského zálivu.
Původně se obec jmenovala Brownsville po zdejším osadníkovi Williamu J. Brownovi, který si zde postavil usedlost roku 1869. Příchod železnice zde vyvolal nárůst počtu obyvatel, a tak získala obec i vlastní poštu. Právě inspirován železnicí se Brown rozhodl obec přejmenovat na Bow po tehdejší velké železniční stanici v Londýně. Někteří však tvrdí, že se tak jmenuje po jiném osadníkovi, Jamesi T. Bowovi.